# Lophocampa subfasciata
Lophocampa subfasciata là một loài bướm đêm thuộc phân họ Arctiinae, họ Erebidae.